# Faculdade Canção Nova
A Faculdade Canção Nova (FCN) é uma instituição privada brasileira de ensino superior católica mantida pela Fundação João Paulo II, localizada na cidade de Cachoeira Paulista - SP. Atualmente ministra cursos nas áreas de Administração, Jornalismo, Rádio TV, Teologia e Filosofia.